# Santa Lucia (Pietro Rizzo)
Il simulacro argenteo di santa Lucia è un'opera dell'orafo Pietro Rizzo, realizzata a Palermo, nel 1599. È custodito nella nicchia della Cappella di santa Lucia del Duomo di Siracusa e portato in processione per la città aretusea durante i festeggiamenti patronali di dicembre e di maggio.

## Storia
La città di Siracusa, con l'intento di celebrare il proprio prestigio in competizione con le altre città siciliane, fece realizzare nel 1599 la rappresentazione della sua patrona e concittadina santa Lucia, martire nell'anno 304. La realizzazione dell’opera fu commissionata nel 1590 a Pietro Rizzo, orafo e scultore palermitano allievo di Annibale Gagini, per la quale erano occorse 190 libbre d’argento (oltre 80 kg), pagate con l’ingente somma di 5.000 scudi. Nel 1611, venne fabbricata una cassa argentea, attribuita a Nibilio Gagini, da porre sotto il piedistallo della statua, per poter conservare il corpo della santa, ancora oggi a Venezia dal 1204. La realizzazione della cassa subì dei ritardi dovuti ai notevoli costi, gravanti su una pre-esistente crisi economica di Siracusa. Nel 1618, l'opera giunse nella città aretusea, dove venne benedetta dal vescovo Giovanni Torres ed esposta ai fedeli, in un contesto storico di rilegittimazione delle opere d'arte cultuali e dei santi, voluta dal Concilio di Trento. L'alta pregevolezza del simulacro si era già guadagnata l'apprezzamento del Viceré di Sicilia, Bernardino de Cárdenas y Portugal, duca di Maqueda, che definì il simulacro di santa Lucia come “la più bella opera che sia in Italia”. 

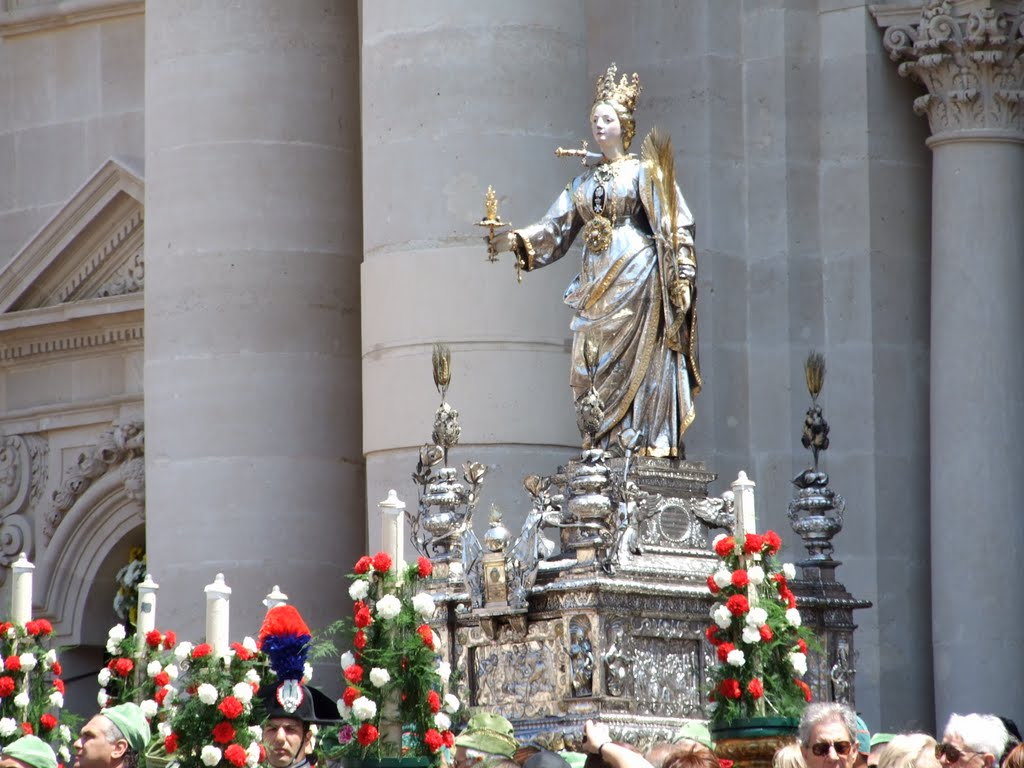
Il simulacro argenteo all'uscita del Duomo di Siracusa per la festa di santa Lucia delle quaglie.

## Descrizione e stile

### Il simulacro
Il simulacro processionale di santa Lucia, capolavoro dell'oreficeria siciliana, è in argento sbalzato e cesellato, rivestito di smalto negli incarnati. La santa siracusana è rappresentata dal Rizzo come una giovane donna in tunica e manto a raffinate trame broccate, con orli in oro; è in leggera rotazione verso sinistra e si mostra ritta, mentre incede con l'espressione impavida e fiera di una martire cristiana. Il collo è trapassato da un pugnale (realizzato nel 1776), arma con cui secondo le fonti venne uccisa.
Il capo, dai fluenti capelli biondi elegantemente semi-raccolti, è ornato da una corona e gioielli. La mano destra pone in avanti la tazza (realizzata anch'essa nel 1776) con gli occhi separati da una vistosa fiamma, mentre la sinistra regge un ramo di palma d'oro e un giglio (a sostituzione nel 1933 di una composizione di fiori e spighe). Su tutti i suddetti emblemi del martirio di Lucia sono incastonati gioielli e pietre preziose, donati in ex voto. La martire è stretta in vita da una cintura e reca una lunga collana da cui pende una fibula, due cammei di età ellenistica, una croce in brillanti di Cavaliere del Sovrano Ordine di Malta e la croce pettorale dell’Arcivescovo Giuseppe Amorelli. All'altezza del petto, vi è incastonata una teca con una piccola reliquia della santa, donata dal padre gesuita messinese Bartolomeo Petraci nel 1605. Alla base della veste della martire, vi sono incisi il nome dell'autore, il luogo e l'anno di realizzazione. I piedi della statua, alta 1,57 m, poggiano su un elaborato basamento a sua volta fissato sulla cassa.

### La cassa
La cassa argentea, insieme al simulacro e al sottocassa, costituiscono un'unica opera dall'altezza complessiva di 3,70 mt. Attribuita a Annibale Gagini, a forma di parallelepipedo su telaio ligneo, è lunga 1,75 mt. In argento sbalzato e cesellato, presenta ai vertici otto nicchie con statue di vescovi in trono ed è decorata da sei pannelli (databili al XVI secolo), che donano dinamicità all'opera e raffigurano sei momenti salienti del martirio di santa Lucia: la donazione dei propri averi ai poveri, l'interrogatorio di fronte l'arconte Pascasio, l'immobilità della santa dietro le file dei buoi, il  miracolo del supplizio del fuoco, l'ultima Comunione e la riproduzione quasi fedele del Seppellimento di santa Lucia, opera del Caravaggio. La cassa è sorretta da quattro aquile coronate, simbolo della città di Siracusa, mentre i quattro angoli del coperchio sono decorati da quattro vasi, fatti eseguire dal Senato Siracusano nel 1768.

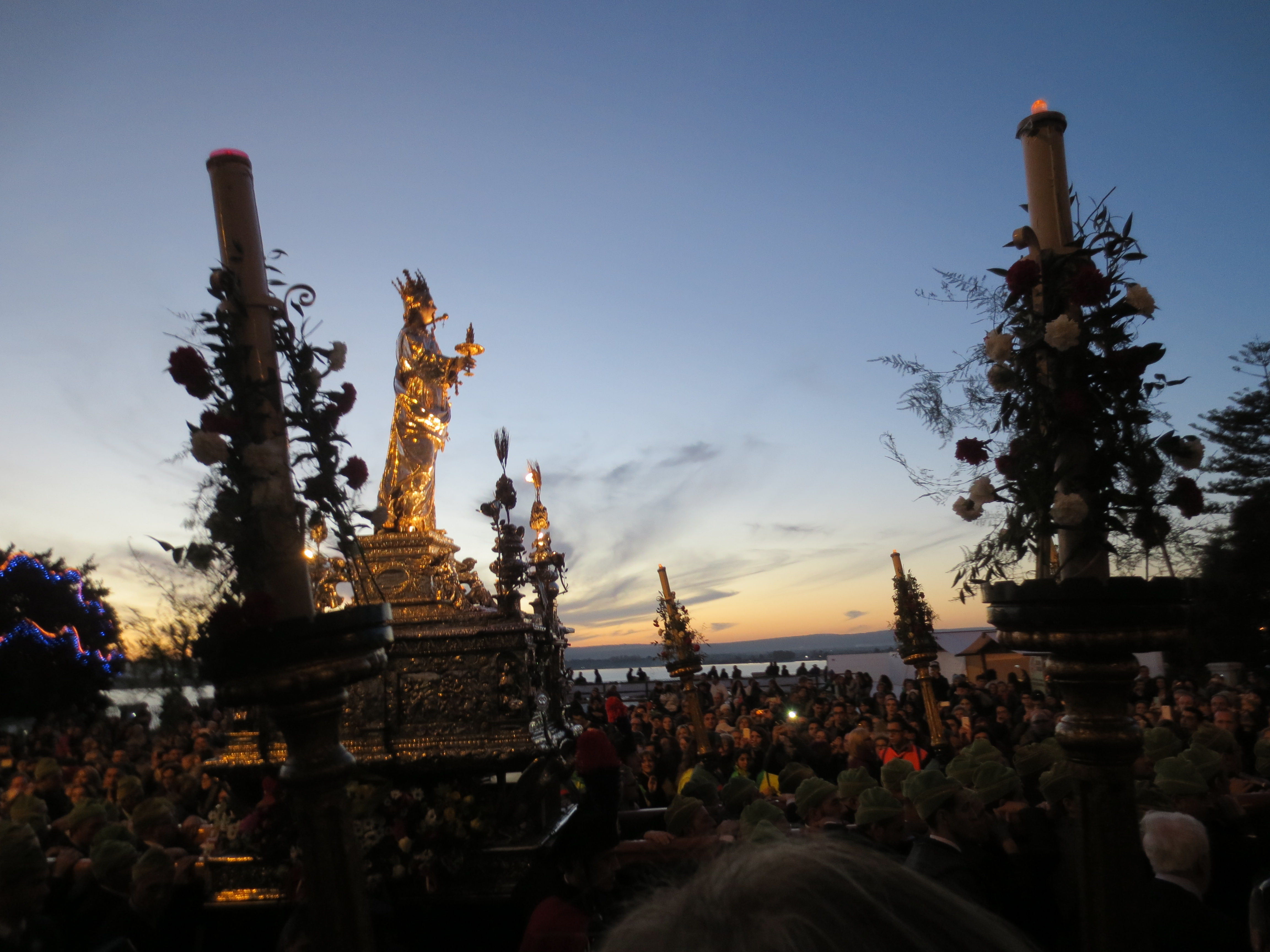
Il simulacro in processione.

## Custodia ed esposizione
Il simulacro di santa Lucia è conservato, nascosto per gran parte dell'anno, chiuso da cinque chiavi nella nicchia della Cappella di santa Lucia del Duomo di Siracusa, a cura dell'omonima Deputazione. Il 9 dicembre, data d'inizio dei festeggiamenti, la nicchia viene aperta per l'esposizione del simulacro ai fedeli, fino alla mattina del 12 dicembre, quando viene intronizzato nel presbiterio (fino a un recente passato, sull'altare maggiore). Il 13 dicembre, giorno della festa della martire, viene portato in partecipata processione dai portatori (i berretti verdi), preceduto dal reliquiario dell'omero di Lucia, per le strade dell'Isola di Ortigia, fino al Santuario di Santa Lucia al Sepolcro, dove sosterà esposto ai fedeli fino al 20 dicembre, giorno dell'ottava, in cui il simulacro ritorna nella cappella del Duomo. La seconda occasione cui è possibile ammirare il pregevole simulacro è la festa del Patrocinio, detta Santa Lucia delle quaglie, che si svolge a maggio: a mezzogiorno della prima domenica del mese, il simulacro viene portato in processione alla vicina Chiesa di Santa Lucia alla Badia, per poi far ritorno in Duomo la domenica successiva.

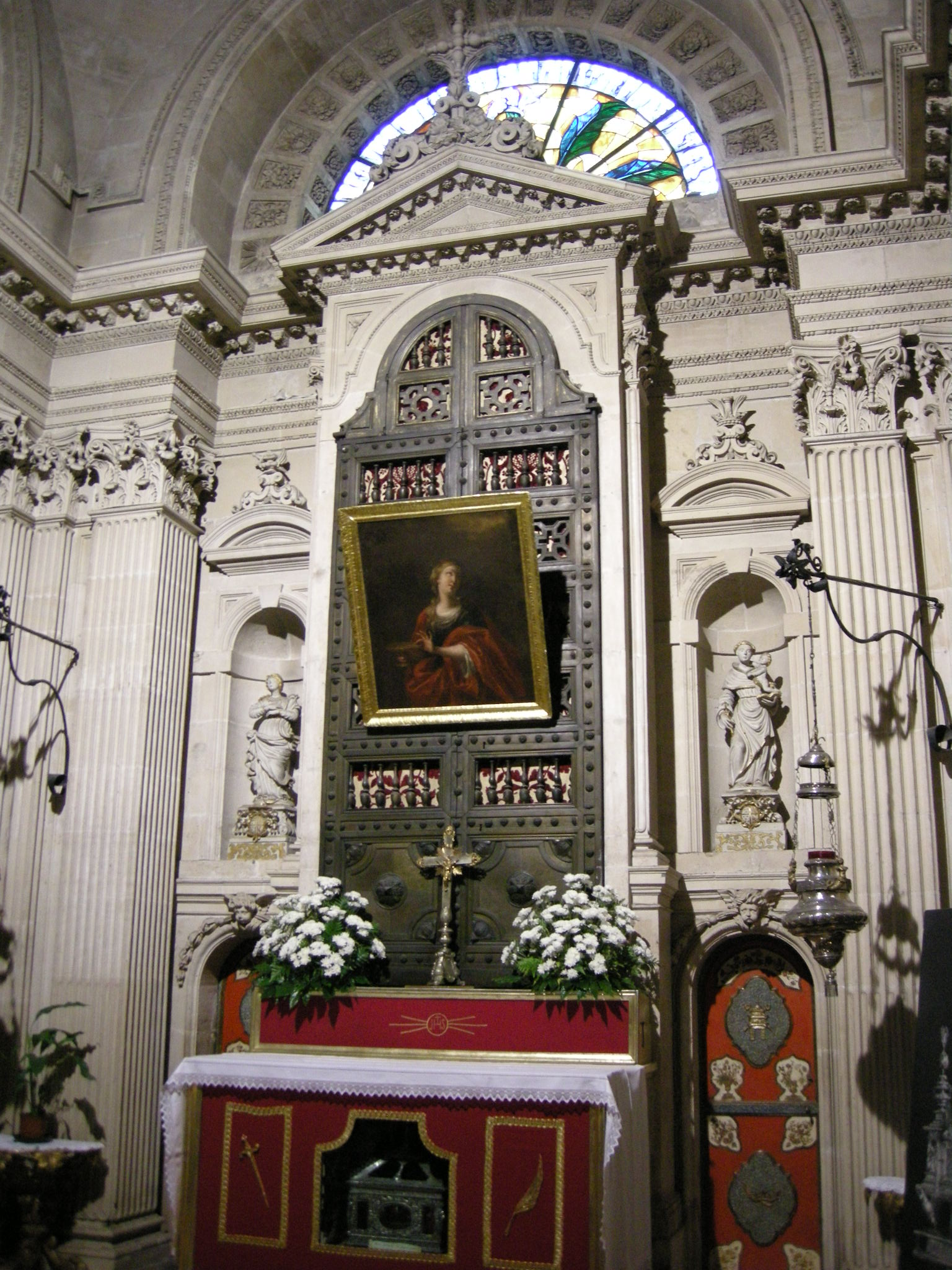
Duomo di Siracusa, la nicchia della Cappella di santa Lucia, all'interno della quale è custodito il simulacro.

Il simulacro è esposto nella Cappella in forma straordinaria per eventi particolari; si menzioni ad esempio la visita pastorale a Siracusa di Giovanni Paolo II nel 1994 e l'anno luciano nel 2024.